# Michał Paleolog (syn Andronika III)
Michał Paleolog (gr.) Μιχαήλ Παλαιολόγος (ur. 1337, zm. 1370) – syn cesarza bizantyńskiego Andronika III Paleologa i Anny Sabaudzkiej. 

## Życiorys
Niewiele wiadomo o jego życiu. Urodził się w 1337 roku, w 1341 został podniesiony do godności despoty. W latach 50. XIV wieku przebywał jako zakładnik na dworze serbskim. 